# 库拉木勒克乡
库拉木勒克乡，是中华人民共和国新疆维吾尔自治区巴音郭楞蒙古自治州且末县下辖的一个乡镇级行政单位。

## 行政区划
库拉木勒克乡下辖以下地区：
库拉木勒克村、其木布拉克村、阿克亚村、吐拉牧场村、江尕勒萨依村和巴什克其克村。